# Кемпиньская, Эльжбета
Эльжбета Кемпиньская (пол. Elżbieta Kępińska) — польская актриса театра, кино и телевидения.

## Биография
Эльжбета Кемпиньская родилась 5 апреля 1937 года в Ченстохове. Дебютировала в театре в 1959. Актёрское образование получила в Государственной высшей театральной школе в Варшаве, которую окончила в 1959 году. Актриса театров в Кракове, Гданьске и Варшаве. Выступает в спектаклях «театра телевидения» с 1960 г.

## Избранная фильмография
- 1959 — Увидимся в воскресенье / Zobaczymy się w niedzielę
- 1961 — Самсон / Samson
- 1961 — Сегодня ночью погибнет город / Dziś w nocy umrze miasto
- 1961 — Дорога на запад / Droga na zachód
- 1962 — Прикосновение ночи / Dotknięcie nocy
- 1963 — Разводов не будет / Rozwodów nie będzie
- 1964 — Поздно после полудня / Późne popołudnie
- 1968 — Всё на продажу / Wszystko na sprzedaż
- 1971 — Проказа / Trąd
- 1975 — Моя война, моя любовь / Moja wojna, moja miłość
- 1975 — Грех Антония Груды / Grzech Antoniego Grudy
- 1978 — Роман Терезы Хеннерт / Romans Teresy Hennert
- 2005 — Несколько человек, мало времени / Parę osób, mały czas

## Признание
- 1974 — Золотой Крест Заслуги.
- 2009 — Серебряная Медаль «За заслуги в культуре Gloria Artis».